# Anne Matthes
Anne Matthes (Freital, 30 aprile 1985) è una pallavolista tedesca.
Gioca nel ruolo di schiacciatrice nel Dresdner Sportclub 1898.

## Carriera
Anne Matthes dopo aver militato in squadre minori riservate ad atlete giovani, nel 2000 entra a far parte del TUS Dippoldiswalde. Dopo due anni, nel 2002, viene ingaggiata dal Dresdner Sportclub 1898 facendo il suo esordio nel massimo campionato tedesco. Con la squadra di Dresda resta per sette stagioni, ottenendo diversi risultati positivi come la vittoria di uno scudetto. Nel 2007 viene convocata per la prima volta in nazionale e nel 2009 vince la prima medaglia, ossia un bronzo al World Grand Prix, oltre ad un quarto posto al campionato europeo.
Nella stagione 2009-2010 si trasferisce in Italia, nel Volley 2002 Forlì, squadra militante in serie A2, mentre la stagione successiva passa nella neo-promossa Time Volley Matera, sempre nella serie cadetta. Nel 2011 con la nazionale vince la medaglia d'argento al campionato europeo.

## Palmarès

### Club
- Campionato tedesco: 1

2006-07

### Nazionale (competizioni minori)
- Trofeo Valle d'Aosta 2008